# سيرجي ليبديف (عالم حاسوب)
سيرجي ألكسيفيتش لبديف (بالروسية: Серге́й Алексе́евич Ле́бедев، مواليد 2 نوفمبر 1902 - 3 يوليو 1973) كان عالمًا سوفيتيًّا في مجال الهندسة الكهربائية وعلوم الحاسوب. صمم أول الحواسيب السوفيتية.

## السيرة الذاتية
ولد سيرجي لبديف في نيچني نوفوجورد، في روسيا. وتخرج في الكلية التقنية العليا في موسكو عام 1928. من هذا التاريخ حتى 1946، عمل في المعهد الإلكتروميكانيكي لعموم الاتحاد في موسكو وكييف. في 1939، مُنح درجة دكتوراه العلوم في موضوع تطوير نظرية للاستقرار الاصطناعي لنظم توليد الطاقة.
خلال الحرب العالمية الثانية، عمل لبديف في مجال أتمتة التحكم بالنظم المعقدة. صممت مجموعته نظام استقرار لمهدف سلاح يستخدم في الدبابات ونظام توجيه آلي للصواريخ المطلقة من الجو. لتنفيذ هذه المهام طور لبديف حاسوبًا تناظريًّا لحل المعادلات التفاضلية.
من 1946 حتى 1951، ترأس معهد الإلكتروميكانيك في كييف التابع لأكاديمية العلوم الأوكرانية، حيث عمل على تحسين استقرار النظم الكهربائية. وحصل على جائزة ستالين في 1959.
في 1948، علم لبديف عبر مجلات أجنبية أن علماء الغرب يعملون على تصميم حواسيب إلكترونية، وكانت تفاصيل هذه النشاطات سرية. في خريف نفس العام قرر تركيز أعمال مختبره على تصميم الحواسيب. كان حاسوبه الأول، المسمى الآلة الحاسبة الإلكترونية الصغيرة МЭСМ مكتملًا بنهاية 1951. في أبريل 1953، قبلت لجنة حكومية الحاسوب БЭСМ-1، إلا أنه لم يدخل مرحلة الإنتاج الكمي بسبب معارضة وزارة الآلات وبناء المعدات، التي طورت آلة خاصة بها كانت في الحقيقة أضعف وأقل اعتمادية.
في عام 1996، نال سيرجي لبديف بعد وفاته، جائزة رواد الحاسوب من جمعية الحاسوب التابعة لمعهد مهندسي الكهرباء والإلكترونيات.
لسيرجي لبديف ابنة، نتاليا، وهي مؤرخة سوفيتية روسية، تشغل منصب كبير باحثين في التاريخ العام في أكاديمية العلوم الروسية.

## استشهادات
1. ↑  А. М. Прохорова, ed. (1969), Большая советская энциклопедия: [в 30 т.] (بالروسية) (3rd ed.), Москва: Большая российская энциклопедия, Лебедев Сергей Алексеевич, OCLC:14476314, QID:Q17378135
2. ↑  "Pioneer of the Soviet Computing". Russian Virtual Computer Museum. مؤرشف من الأصل في 2020-09-23. اطلع عليه بتاريخ 2020-09-23.